# P-800 Oniks
P-800 Oniks (též Onix; rusky: П-800 Оникс, kód NATO: SS-N-26 Strobile, index GRAU: 3M55) je sovětská a ruská nadzvuková těžká protilodní střela. Může být vypouštěna z hladinových lodí, ponorek, letadel i mobilních pobřežních baterií. Exportní verze nese označení Jachont, pozemní verze je K300P Bastion-P a letecká verze Ch-61.
Ruské námořní střely Oniks mohou být odpalovány z nových univerzálních vertikálních modulů UKSK. Střely zatím nese pouze raketová korveta Projektu 1234.7 Nakat a útočná ponorka Projektu 885 Severodvinsk. Do budoucna dostanou moduly UKSK rovněž modernizované ponorky Projektu 949 Granit, raketové křižníky Projektu 1144.2, nové fregaty a korvety.

## Varianty
- P-800 Oniks – Základní model požívaný v Rusku.
- Jachont – V roce 2006 byly střely Jachont objednány pro indonéské fregaty třída Van Speijk. Jejich čtyři vertikální vypouštěcí sila byla zatím zkušebně instalována na fregatu Oswald Siahaan (354). Nachází se po stranách hangáru. Dne 20. dubna 2011 protilodní střela Jachont, vypuštěná z fregaty Oswald Siahaan, na vzdálenost 250 km úspěšně zničila cvičný cíl v podobě vyřazené výsadkové lodě Teluk Bayur.[2]
- K300P Bastion-P – Pobřežní mobilní systém, vybavený střelami Jachont. Doposud ho vlastní Rusko, Sýrie a Vietnam.
- BrahMos – Vylepšená verze vyvinutá na základě typu P-800 v indicko-ruské spolupráci.
- Ch-61 – Verze pro vypouštění z letadel.

## Uživatelé
- Indonésie
- Rusko
- Sýrie – k dubnu 2012 země provozovala dvě pozemní baterie K300P Bastion-P. Celkem vlastní 72 protilodních střel Jachont.[3]
- Vietnam